# Assalt de la diligència
Assalt de la diligència és un quadre de Francisco de Goya on es representa com un grup de lladres assalten una caravana: a l'esquerra un home apunta amb la seva escopeta a un altre, que jeu estirat i pel que sembla mort. En el centre, la resta del grup desvalisa els viatgers.
Va ser pintat per a la quinta d'esbarjo El Caprici dels Ducs d'Osuna. María Josefa Pimentel, la duquessa, era una dona culta i activa en els cercles il·lustrats madrilenys. Per a l'ornamentació de la finca va sol·licitar a Goya una sèrie de quadres de costums amb característiques semblants a les dels models per a tapissos dels Llocs Reials. Els quadres van ser lliurats a la família d'Osuna el 1787.

## Anàlisi
Les diferències entre aquests models i els cartrons per a la Reial Fàbrica de Tapissos de santa Bàrbara són importants. La proporció de les figures és més reduïda, amb la qual cosa es destaca el caràcter teatral i rococó del paisatge. S'aprecia la introducció d'escenes de violència o desgràcia.
Però la disposició de les figures, la composició i el cromatisme, mitiguen la violència del tema. Dominen els tons pastissos, blaus i verdosos del paisatge rococó, que contrasta paradoxalment amb la gravetat de l'esdeveniment cruent, que de tota manera queda marginat en quedar el cadàver en l'angle inferior esquerre, mentre l'escena principal es dedica a mostrar el grup de lladres inspeccionant el botí. A més, les figures ocupen tan sols el terç inferior del quadre, dedicant-se els dos terços restants a l'esmentat paisatge de límpid celatge i frondosa vegetació, gairebé de locus amoenus.
Uns anys més tard Goya tornaria a tractar el mateix tema, en forma de variació sobre el mateix, amb Assalt de lladres (1793/1794).